# Damian McDonald
Damian John McDonald (12 de maio de 1972 — 23 de março de 2007) foi um ciclista de estrada e pista australiano. McDonald foi um dos três homens mortos no incêndio do Túnel Burnley (en), tragédia que aconteceu em sua cidade natal, Melbourne, na Austrália.

## Carreira
Em 1990, Damian McDonald foi campeão nacional australiano de estrada, batendo Eddy Salas (1965–), que também era um ciclista bem-sucedido, agora aposentado.
Competindo na prova de contrarrelógio por equipes nos Jogos da Commonwealth de 1994, ele ganhou uma medalha de ouro. McDonald participou nos Jogos Olímpicos de 1996 em Atlanta, onde terminou em 65.º lugar na prova de estrada.